# برادلي بوب
برادلي بوب (بالإنجليزية: Bradley Bubb)‏ هو لاعب كرة قدم بريطاني في مركز الهجوم، ولد في 30 مايو 1988 في حي هرو لندن في المملكة المتحدة. شارك مع منتخب غرينادا لكرة القدم. أما مع النوادي، فقد لعب مع أكسفورد سيتي ورويال أنتويرب وكوينز بارك رينجرز ونادي ألدرشوت تاون ونادي فارنبوروه ونادي وكينغ وهافانت أند ووترلوفيل.

## وصلات خارجية
- برادلي بوب على موقع قاعدة بيانات كرة القدم.إي يو (الإنجليزية)
- برادلي بوب على موقع ناشيونال فوتبول تيمز (الإنجليزية)
- برادلي بوب على موقع Soccerway.com (الإنجليزية)